# Mines d'antimoine de Ha Long
Les Mines d'antimoine de Ha Long ont été creusées au XIXe siècle pour exploiter les gîtes d'antimoine qui se rencontrent dans la masse géologique qui s'étend depuis le mont de la Dent, au nord de Port-Courbet, jusqu'à la baie d'Along, dont les innombrables îlots font une des merveilles du monde.
Leurs sites d'extraction sont en particulier situés sur la baie de Port-Courbet, en face du port charbonnier de Hongay, créé au XIXe siècle pour la Société française des charbonnages du Tonkin.

## Histoire
Quelques mines d'antimoine sont exploitées à Tom Tu Mo (Quang Yen), Tuyen Quang et Tan Mai (Hai Nirth) au XIXe siècle. Il s'agit de gisements d'antimoine à l'état de sulfure, encaissés dans une gangue quartzeuse, tantôt en filons très minces, tantôt en poches considérables.
Le Tonkin possède des mines d'antimoine d'une grande richesse, note en 1891  la revue de géographie commerciale. Aussi est-il nécessaire que la frontière du Tonkin soit gardée et défendue par des troupes solides. 
Les mines d'antimoine du Tonkin sont situées à Hongay, Caobang, Phunhoquan et Liaiphong. Elles fournissent un minerai tendre et facile à traiter. La France possède alors aussi des mines d'antimoine dans les régions de Laokay, de Phu-Nhogham et sur la frontière nord de l'Annam.
Parmi les minerais exploités dans la région, l'antimoine n'a pas répondu aux espoirs que l'on fondait sur lui mais il a ensuite connu une renaissance au XXe siècle. L'Annam et le Tonkin ont ainsi produit, en 1907, environ 310 tonnes de minerai, au prix moyen de 113 francs, selon le journal L'Économiste français. La production de l'antimoine en régule, oxyde et sulfure, a été de 3 850 tonnes en 1908, d'une valeur de 2 324 000 francs.
Le volume de métal exporté passe de 48 tonnes en 1910 à 719 tonnes en 1911 puis à 535 tonnes en 1912. Le relèvement des cours de l'antimoine a provoqué, au cours de cette décennie, de nouveaux travaux sur les filons explorés une vingtaine d'années plus tôt.